# 민주화추진협의회
민주화추진협의회(民主化推進協議會)는 1984년에 창설되어 1987년에 해체되었다가 2002년에 다시 만들어진 대한민국의 정치단체이다. 약칭은 민추협.
1970년대 신민당의 양대 소장파로서 유신 체제에 맞서싸우다가 제5공화국에 의해 정치활동 규제 처분을 받은 김영삼과 김대중을 따르던 정치인들이 김영삼의 단식투쟁을 계기로 1985년의 12대 총선에서의 재기를 위해 1984년 5월 18일에 결성했다.
김대중-김영삼 공동대표 체제였으나, 두 김씨가 가택연금을 당한 관계로 동교동계의 김상현이 대표직무대행을 맡았다. 이들은 1985년의 12대 총선을 앞두고 정치활동 규제에서 해금된 김재광, 이민우, 이기택, 이철승,신도환 등의 구 신민당 중진들과 함께 신한민주당을 창당했고, 신한민주당은 총선에서 총 67석을 따내 민주한국당을 제치고 제1야당으로 부상한다.
하지만 1987년의 13대 대통령 선거를 앞두고 통일민주당 내 후보단일화 실패로 동교동계가 평화민주당을 창당하면서 상도동계와 동교동계는 앙숙으로 돌변했고, 민추협은 역사의 뒤안길로 사라지는 듯했다.
그러나 2002년 16대 대통령 선거를 앞두고 김영삼, 김대중 전 대통령을 고문으로 한 법인체를 만들어 부활했다. 당시 이사장은 김상현, 김명윤이었으며 회장은 김덕룡, 김병오, 수석 부이사장은 서청원, 부이사장은 신순범, 박종웅, 이협이었고, 수석 부회장은 박광태, 부회장은 김무성, 김장곤, 이규택이었다.

## 같이 보기
- 대한민국 제12대 총선